# Бјелојевићи (Мојковац)
Бјелојевићи је насеље у општини Мојковац у Црној Гори. Према попису из 2003. било је 232 становника (према попису из 1991. било је 249 становника).

## Демографија
У насељу Бјелојевићи живи 165 пунолетних становника, а просечна старост становништва износи 33,4 година (34,3 код мушкараца и 32,5 код жена). У насељу има 57 домаћинстава, а просечан број чланова по домаћинству је 4,07.
Становништво у овом насељу веома је хетерогено.
|  |

| Демографија | Демографија | Демографија |
| Година      | Становника  | Становника  |
| ----------- | ----------- | ----------- |
|             |             |             |
|             |             |             |
|             |             |             |
|             |             |             |
| 1948.       | 25          |             |
| 1953.       | 63          |             |
| 1961.       | 108         |             |
| 1971.       | 150         |             |
| 1981.       | 219         |             |
| 1991.       | 249         | 247         |
| 2003.       | 249         | 232         |
|             |             |             |

| Етнички састав према попису из 2003.‍ | Етнички састав према попису из 2003.‍ | Етнички састав према попису из 2003.‍ | Етнички састав према попису из 2003.‍ | Етнички састав према попису из 2003.‍ |
| ------------------------------------ | ------------------------------------ | ------------------------------------ | ------------------------------------ | ------------------------------------ |
|                                      |                                      |                                      |                                      |                                      |
| Срби                                 | Срби                                 |                                      | 128                                  | 55,17%                               |
| Црногорци                            | Црногорци                            |                                      | 97                                   | 41,81%                               |
| непознато                            | непознато                            |                                      | 0                                    | 0,0%                                 |

| Година пописа     | 1948. | 1953. | 1961. | 1971. | 1981. | 1991. | 2003. |
| ----------------- | ----- | ----- | ----- | ----- | ----- | ----- | ----- |
| Број домаћинстава | 0     | 0     | 0     | 0     | 0     | 0     | 59    |

| Број чланова      | 1  | 2  | 3  | 4 | 5  | 6 | 7  | 8 | 9 | 10 и више | Просек |
| ----------------- | -- | -- | -- | - | -- | - | -- | - | - | --------- | ------ |
| Број домаћинстава | 57 | 10 | 10 | 4 | 10 | 4 | 12 | 3 | 1 | 2         | 1      |

| Пол    | Укупно | Неожењен/Неудата | Ожењен/Удата | Удовац/Удовица | Разведен/Разведена | Непознато |
| ------ | ------ | ---------------- | ------------ | -------------- | ------------------ | --------- |
| Мушки  | 101    | 51               | 47           | 3              | 0                  | 0         |
| Женски | 78     | 18               | 48           | 12             | 0                  | 0         |
| УКУПНО | 179    | 69               | 95           | 15             | 0                  | 0         |

| Пол    | Укупно                    | Пољопривреда, лов и шумарство | Рибарство                            | Вађење руде и камена | Прерађивачка индустрија       |
| ------ | ------------------------- | ----------------------------- | ------------------------------------ | -------------------- | ----------------------------- |
| Мушки  | 34                        | 9                             | 0                                    | 0                    | 5                             |
| Женски | 10                        | 4                             | 0                                    | 0                    | 0                             |
| УКУПНО | 44                        | 13                            | 0                                    | 0                    | 5                             |
| Пол    | Производња и снабдевање   | Грађевинарство                | Трговина                             | Хотели и ресторани   | Саобраћај, складиштење и везе |
| Мушки  | 1                         | 1                             | 1                                    | 0                    | 1                             |
| Женски | 0                         | 0                             | 3                                    | 1                    | 0                             |
| УКУПНО | 1                         | 1                             | 4                                    | 1                    | 1                             |
| Пол    | Финансијско посредовање   | Некретнине                    | Државна управа и одбрана             | Образовање           | Здравствени и социјални рад   |
| Мушки  | 1                         | 0                             | 12                                   | 0                    | 0                             |
| Женски | 0                         | 0                             | 0                                    | 0                    | 2                             |
| УКУПНО | 1                         | 0                             | 12                                   | 0                    | 2                             |
| Пол    | Остале услужне активности | Приватна домаћинства          | Екстериторијалне организације и тела | Непознато            | Непознато                     |
| Мушки  | 3                         | 0                             | 0                                    | 0                    | 0                             |
| Женски | 0                         | 0                             | 0                                    | 0                    | 0                             |
| УКУПНО | 3                         | 0                             | 0                                    | 0                    | 0                             |